# جانی گوردون
جانی گوردون (انگلیسی: Johnny Gordon; ۱۱ سپتامبر ۱۹۳۱ – ۲۶ مهٔ ۲۰۰۱) بازیکن فوتبال اهل بریتانیا بود.
از باشگاه‌هایی که در آن بازی کرده‌است می‌توان به باشگاه فوتبال پورتسموث، باشگاه فوتبال چلمزفورد سیتی، و باشگاه فوتبال بیرمنگام سیتی اشاره کرد.